# Bryum spongiosum
Bryum spongiosum là một loài rêu trong họ Bryaceae. Loài này được Welw. & Duby mô tả khoa học đầu tiên năm 1872.